# Paul Doyen
Pour les articles homonymes, voir Doyen.
Paul Doyen, né le 21 juin 1881 à Cabanac-et-Villagrains (Gironde), mort le 3 septembre 1974 à Veyrier-du-Lac (Haute-Savoie), est un général de corps d'armée français de la Seconde Guerre mondiale, grand-croix de la Légion d'honneur et médaillé militaire.
Saint-Cyrien, il s'illustre au cours de la Première Guerre mondiale comme capitaine puis chef de bataillon au sein du 11e bataillon de chasseurs alpins. Il est cité quatre fois, fait chevalier puis promu officier de la Légion d'honneur. Au cours de la Seconde Guerre mondiale, général, il commande le 18e corps d'armée en mai 1940 lors de la bataille de France puis, après la libération, il est à la tête du détachement d'armée des Alpes (DAA) en mars-mai 1945 qui pénètre en Italie et fait la jonction avec la 5e armée américaine commandée par le  général Clark.

## Biographie

### Famille
Il est le fils d’Henri Doyen et de Jeanne Baron. Sa famille paternelle est originaire de Haute-Marne.

### Formation
Il sort de Saint-Cyr en 1903 et est affecté à l'infanterie.

### Première Guerre mondiale

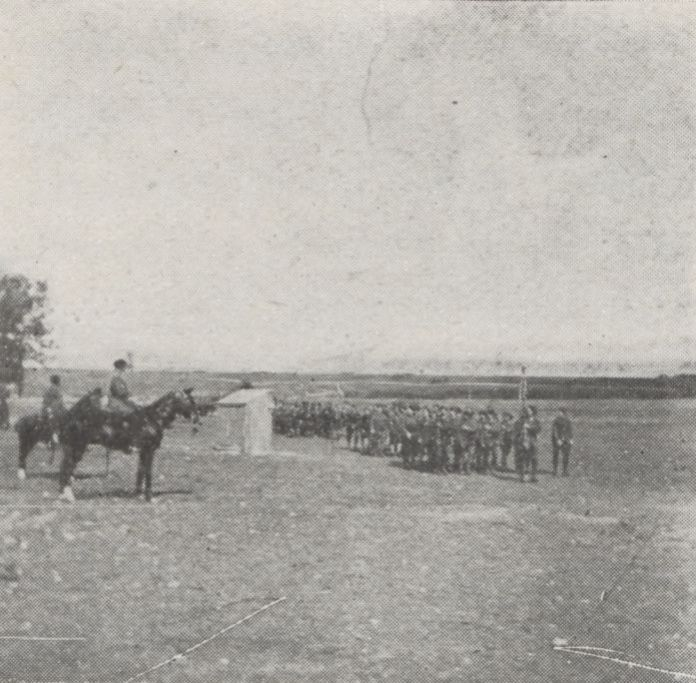
Le 11e bataillon de chasseurs alpins défile devant le commandant Doyen (à cheval) en juin 1917.

Il est lieutenant au début de la Première Guerre mondiale puis capitaine en septembre 1914. Sa conduite au sein du 11e bataillon de chasseurs alpins lui vaut d'être cité et nommé chevalier de la Légion d'honneur le 12 juillet 1915 cité en ces termes : « Officier très brillant, plein d’allant et d’entrain. Très grièvement blessé le 22 août 1914 (bras cassé par une balle à bout portant) est resté longtemps entre la vie et la mort, par suite de gangrène. A peine rétabli et convalescent, avec son bras raccourci de dix centimètres et presque inerte, est reparti volontairement pour son bataillon, en a pris le commandement en pleine bataille, le chef de corps étant blessé et évacué, et a parfaitement assuré la poussée offensive et énergique de son bataillon grâce à son action personnelle, à son ascendant moral, aux dispositions judicieuses qu’il a prises, à l’entrain et au mordant qu’il a su insuffler à tout le bataillon. ».
Promu chef de bataillon commandant le 11e BCA à partir de novembre 1916, il est grièvement blessé le 19 juillet 1918 lors d'un combat sur l'Ourcq. Son bataillon est cité à l'ordre de l'armée armée en septembre après ce combat : « Lancé le 20 juillet 1918 à l'attaque, sous les ordres du commandant Doyen, accroche l'ennemi avec une violence particulière. Gêné dans sa progression par un village, dont les défenseurs le prennent de flanc, s'y porte résolument bien qu'il ne soit pas dans la zone d'action, l'enlève et reprend sa progression, malgré des tirs de barrage très denses ; continue le combat le lendemain avec la même énergie, malgré l'absence de son chef de bataillon grièvement blessé. Remis en ligne deux jours après, sous les ordres du capitaine adjudant-major Paraire, pénètre dans un bois où les mitrailleuses ennemies se cachent et gênent la progression de la division, réduit des nids de résistance successivement dans un combat acharné à la grenade ».
Sa conduite lui vaut d'être promu officier dans la Légion d'honneur, cité en ces termes : « Officier supérieur de haute valeur morale, animé d’un esprit offensif qu’il a su inculquer à son bataillon ; le 19 juillet 1918, chargé d’enlever une position fortement défendue par des mitrailleuses, a attaqué avec une superbe crânerie, a progressé au-delà de l’objectif, enlevant un village qui était en dehors de sa zone d’attaque pour aider l’action de l’unité voisine. A été blessé grièvement à la tête de sa troupe au moment où il se préparait à pousser en avant. Une blessure antérieure ».

### Entre-deux-guerres

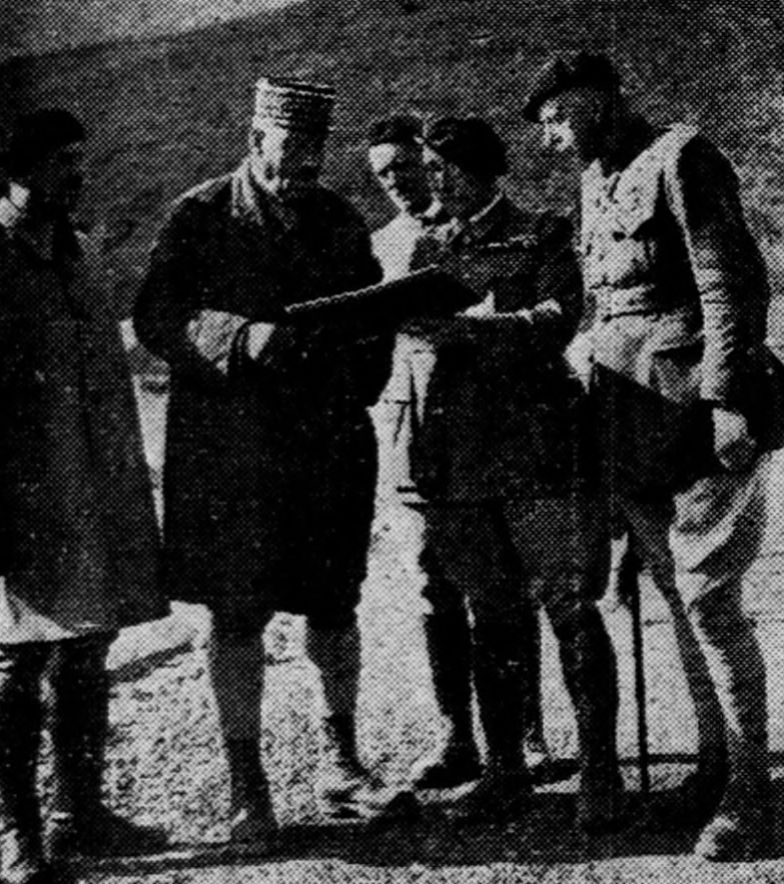
Le général Doyen (droite), avec les généraux Lestien (centre) et Touchon (en képi) lors d'une manœuvre en 1938.

Il est élève à l’École supérieure de guerre entre novembre 1919 et novembre 1921 et en sort avec le brevet d’état-major.
Promu lieutenant-colonel en décembre 1928, il est colonel en juin 1933 puis général de brigade en décembre 1936.

### Seconde Guerre mondiale
En février 1939, il prend le commandement de la 27e division d'infanterie alpine (DIAlp) puis promu général de division en septembre, il commande le 18e corps d'armée en mai 1940 lors de la bataille de France.
Il s'illustre brillamment au cours des combats ce qui lui vaut d'être élevé en juillet 1941 à la dignité de grand-officier de la Légion d'honneur cité en ces termes : « Appelé en pleine bataille au commandement d'un corps d'armée sérieusement engagé, a su immédiatement s'imposer par son ascendant, son énergie et son sang-froid. Chargé ensuite d'une importante mission retardatrice au cours des journées des 14 et 16 juin 1940, a défendu avec des moyens rapidement regroupés et extrêmement réduits les coupures de l'Aube à la Seine. Grâce aux dispositions prises et à l'habileté de ses manœuvres, a réussi à remplir intégralement sa mission, causant aux assaillants de lourdes pertes et permettant le repli d'importants effectifs. ».
Après la défaite, il est du 13 septembre 1940 à juillet 1941, chef de la délégation française de la Commission allemande d'armistice.  Il quitte ce poste à la demande des Allemands. Il est par la suite emprisonné pendant deux ans par le gouvernement de Vichy entre 1942 et 1944. Il rejoint alors la résistance.
Rappelé au service en février 1945 par le général de Gaulle, il commande à la fin de la guerre, de mars à mai 1945, les troupes alliées sur le front des Alpes, dirigeant le détachement d'armée des Alpes (DAA) lors de la deuxième bataille des Alpes, détachement qui pénètre en Italie et fait la jonction avec la 5e armée américaine commandée par le  général Clark.
Des rectifications de la frontière avec l'Italie sont accordées à la France lors du traité de Paris de 1947 sur indications du général Doyen,.

### Après-guerre
Après-guerre, il est de 1945 à 1946, gouverneur militaire de Lyon. Il est témoin à charge lors du procès du maréchal Pétain.
Il est élevé à la dignité de grand-croix de la Légion d'honneur le 18 juin 1945.
En octobre 1945, il est fait commandeur de la Legion of Merit américaine, décernée pour conduite exceptionnelle en période de guerre : « Le Président des États-Unis d’Amérique, autorisé par la loi du Congrès du 20 juillet 1942, a le plaisir de remettre la Légion du Mérite, au grade de Commandeur au Général de Corps d’Armée Paul André Doyen, de l’Armée française, pour conduite exceptionnellement méritoire dans l’accomplissement de services exceptionnels rendus au Gouvernement des États-Unis du 1er mars 1945 au 9 mai 1945 ».
Le 4 juin 1952, il est décoré de la médaille militaire au titre de « commandant en chef », la dernière et la plus appréciée de ses récompenses.
Pendant 25 ans, il est maire de Veyrier-du-Lac. Très influent parmi ses confrères, il porte avec d'autres le projet du syndicat inter-communal du lac d'Annecy (SICLA) créé en 1957.
Il meurt le 3 septembre 1974 dans sa commune.

## Distinctions et honneurs

### Décorations nationales
- Grand-croix de la Légion d'honneur (18 juin 1945)[3],[17]
- Médaille militaire (4 juin 1952)
- Croix de guerre 1914–1918 (4 citations)
- Croix de guerre 1939–1945 (2 citations)
- Croix du combattant
- Médaille commémorative de la guerre 1914–1918
- Médaille interalliée de la Victoire

### Décorations étrangères

#### États-Unis
- Commandeur de la Legion of Merit (octobre 1945)

#### Italie
- Croix du Mérite de guerre (Italie)

#### Royaume-Uni
- Ordre du Service distingué

### Hommages
- Une « avenue  Général Doyen » et un « quai Général Doyen » portent son nom à Veyrier-du-Lac.
- Une « rue Général Doyen » porte son nom à La Brigue.
- Une " Place du Général Doyen" porte son nom à Cabanac-et-Villagrains, sa commune de naissance.

## Publications
- La Campagne du détachement d'armée des Alpes : Mars, avril, mai 1945, éd. Arthaud, 1948.